# Kościół Najświętszej Marii Panny na Lyskirchen w Kolonii

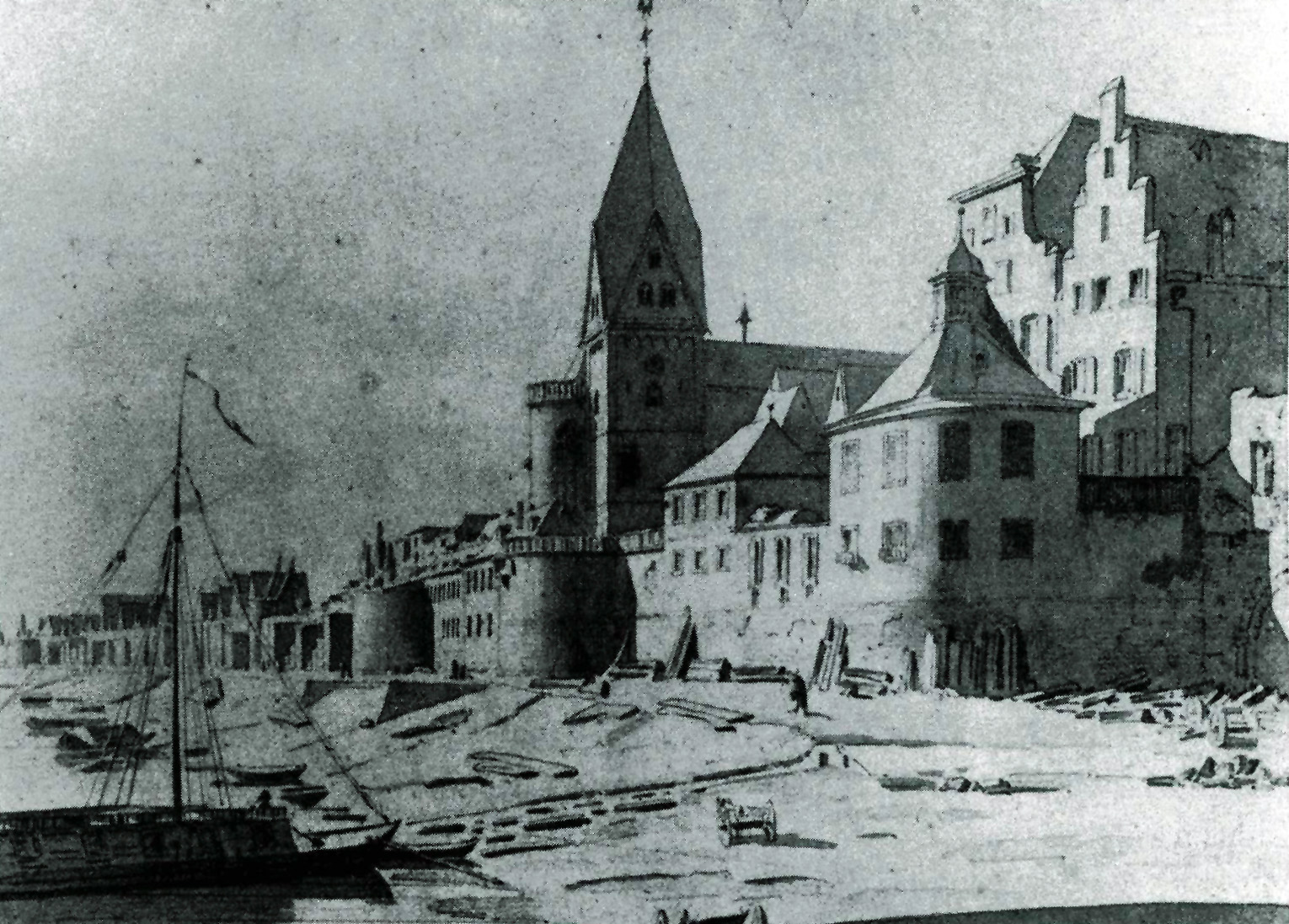
Widok kościoła na litografii J. A. Wünscha z 1827

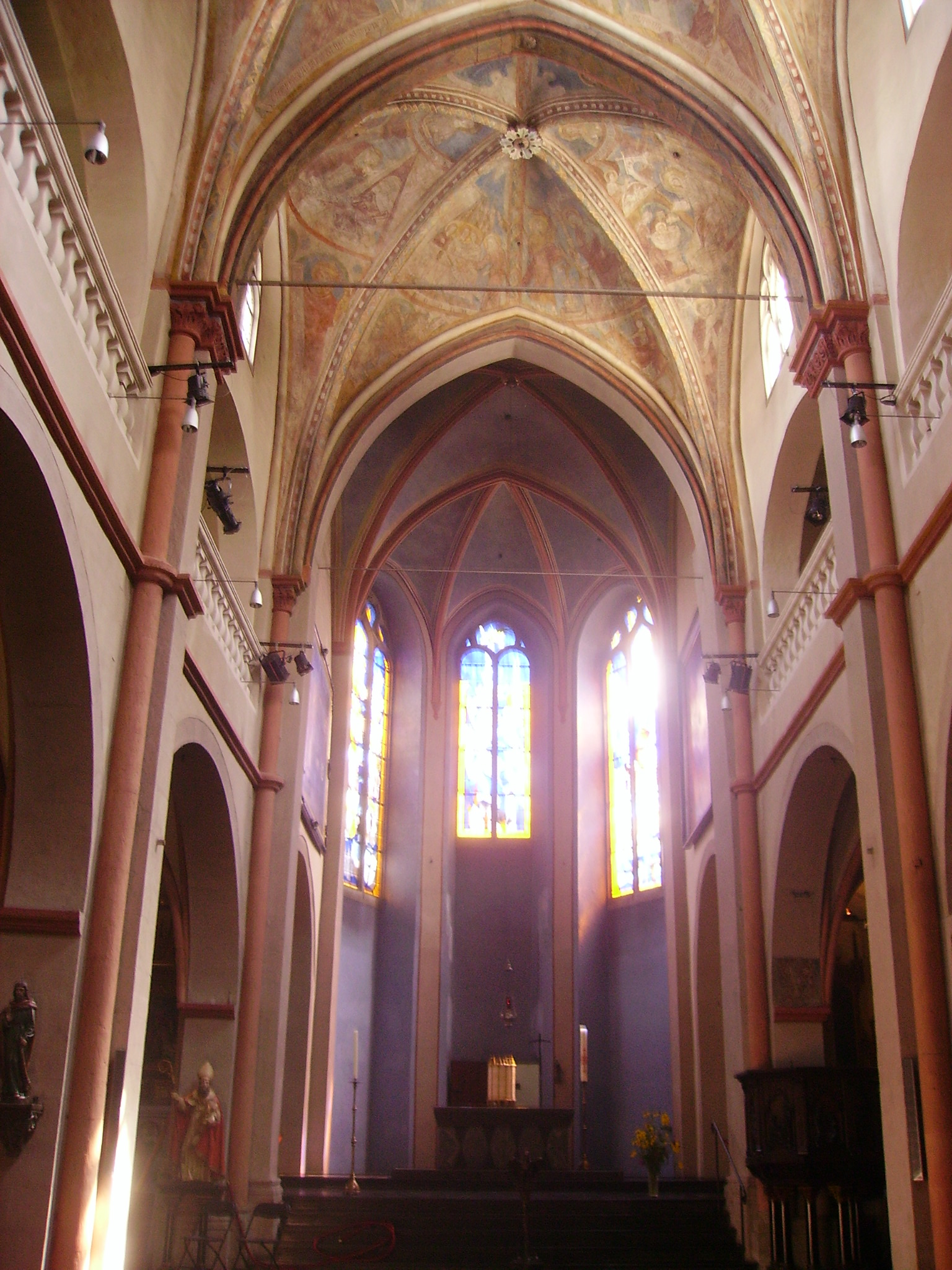
Widok wnętrza w kierunku wschodnim

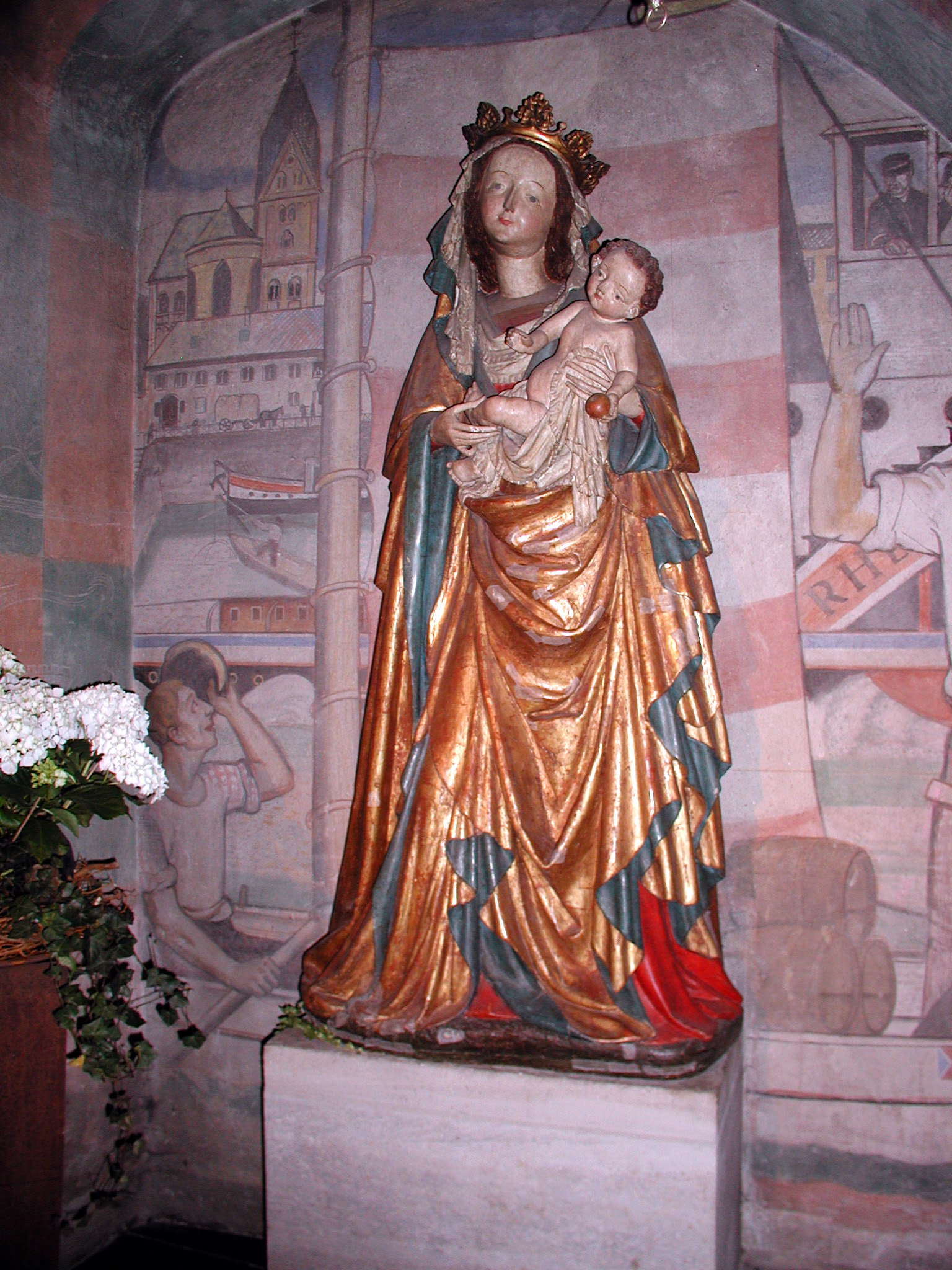
Gotycka figura Madonny Żeglarzy, ok. 1420 roku

Kościół Najświętszej Marii Panny na Lyskirchen w Kolonii lub St. Maria in Lyskirchen – najmniejszy z dwunastu romańskich kościołów w Kolonii. Świątynia znajduje się przy zachodnim brzegu Renu, w południowej części Starego Miasta, w historycznym przedmieściu Oversburg. Swoją nazwę zawdzięcza rodowi rajców kolońskich o nazwisku Lyskirchen, którego przedstawiciele zamieszkiwali w pobliżu kościoła. Wnętrze kościoła zdobi zespół XIII-wiecznych malowideł na sklepieniach nawy głównej i kaplic flankujących prezbiterium. W świątyni znajduje się również monumentalna figura Madonny Żeglarzy (Schiffermadonna) – przykład gotyckiego stylu pięknego. 

## Historia
Pierwsza wzmianka o położonej tu świątyni dedykowanej Najświętszej Marii Pannie pochodzi z 948 roku. W 1067 roku arcybiskup Anno II włączył w obręb Kolonii południowe rubieże wraz ze świątynią, która należała do kościoła kolegiackiego św. Jerzego. W 1106 roku teren kościoła został włączony w obręb obwarowań miasta. Około 1135/42 po raz pierwszy świątynia została nazwana ecclesia Lisolvi, co wiąże się z domniemanymi fundatorami o tym imieniu. U schyłku XII wieku źródła wspominają o kościele jako Lisolfikyrken, Lisolskirgen, Lisenkirchen i Lysenkyrchen. Obecna nazwa została po raz pierwszy wymieniona dopiero w 1528 roku. 
Pomimo odkrycia pod obecną świątynią fragmentów pozostałości kościoła z X wieku, nie da się jasno zrekonstruować jej pierwotnego układu przestrzennego. Był to prawdopodobnie kościół salowy. Następnie w pierwszej połowie XII wieku wzniesiono większy, trójnawowy kościół z kryptą, który zastąpiono pół wieku później obecną świątynią. Prace budowlane nad obecnym kościołem rozpoczęto między 1198 a 1200 rokiem, co zostało potwierdzone na podstawie badań dendrochronologicznych zachowanych drewnianych belek stanowiących konstrukcję wieży. Planowana wieża południowa nie została nigdy ukończona, została wzniesiona do drugiej kondygnacji. Około 1250 powstały późnoromańskie malowidła, których znaczna część zachowała się do dziś (ściana zachodnia, sklepienia nawy głównej i kaplic pod wieżami). Obok form romańskich do architektury kościoła wprowadzono formy gotyckie (m.in. sklepienia krzyżowo-żebrowe). Okna korpusu nawowego miały formę stylizowanego wieloliścia, zaś empory od strony nawy głównej widoczne były przez triforia. Każde przęsło miało parę triforiów. 
Około 1520/30 kościół przebudowano, okna otrzymały późnogotycką formę, od zewnątrz świątynię wzmocniono przyporami, a elewacja zachodnia wzbogacona została o szczyt. W latach 1658–1662 wnętrze przebudowano, zmieniono sklepienie w absydzie i prezbiterium, którego wysokość została wyrównana do nawy głównej. Wprowadzono tradycyjne formy gotyckie. Tryforia empor wyburzono, a w ich miejsce powstały półkoliście zamknięte arkady. W 1697 ujednolicono formy okien i maswerków, wyburzając pozostałe romańskie okna empor. Wcześniej, w latach 1663–65 powstał barokowy ołtarz główny. W 1784 powódź zniszczyła częściowo wnętrze świątyni. W 1811 zasypano podziemia kościoła i wzmocniono fundamenty. Wcześniej, w 1804 roku, w ramach sekularyzacji Kolonii, po kasacji kanoników kolegiaty św. Jerzego, kościół Maria am Lyskirchen stał się samodzielną parafią. W latach 1860–65 dokonano regotycyzacji wystroju wnętrza (ołtarz główny, ołtarze w kaplicach, witraże), który zaprojektował koloński architekt Vincenz Statz. W latach 1868–76 miała miejsce gruntowna restauracja świątyni, przywracająca jej romański charakter (m.in. odsłonięto kryptę, wzniesiono nową fasadę zachodnią), zaś do 1881 roku trwały prace konserwacyjne nad późnoromańskimi malowidłami. 
Podczas II wojny światowej kościół uległ zniszczeniu. Spłonęły nawy naw, uszkodzeniu uległa konstrukcja, ale szczęśliwie ocalały sklepienia nawy głównej i kaplic podwieżowych wraz z malowidłami. W latach 1947–62 podczas odbudowy wzmocniono elementy konstrukcyjne i fundamenty, malowidła przeszły zaś gruntowną konserwację w latach 1972–77. Ostatnim punktem odbudowy było odtworzenie romańskiej kolorystyki elewacji zewnętrznych oraz wewnątrz korpusu nawowego.

## Architektura
Kościół Maria in Lyskirchen jest trójnawową bazyliką emporową. Korpus nawowy złożony z dziewięciu przęseł (po trzy w każdej nawie) tworzy plan nieregularnego kwadratu. Wschodnią część tworzy przęsło prezbiterialne zamknięte trójboczną absydą. Flankują go dwie kaplice, stanowiące przyziemie wież. Cała część wschodnia jest podwyższona w stosunku do zachodniej, poniżej znajduje się niewielka, trójnawowa krypta. Wnętrze nakryte jest sklepieniem krzyżowo-żebrowym wspartym na masywnych czworobocznych filarach (na wysokości okien nawy głównej i empor częściowo wtopionych w ściany) flankowanych parami kolumienek z zachowanymi romańskimi kapitelami. Ściany nawy głównej podzielone są na strefy: arkad międzynawowych, arkad empor oraz okienną, przy czym dwie górne strefy są ze sobą zintegrowane za pomocą arkad, których łuki sięgają sklepień. 

## Późnoromańskie malowidła sklepienne
Na ścianie zachodniej przedsionka, powyżej portalu głównego, na sklepieniach nawy głównej i kaplic podwieżowych znajduje się wielki zespół późnoromańskich i wczesnogotyckich malowideł ściennych datowanych na ok. 1230 (w przedsionku) oraz 1250 rok. Ponadto w niewielkich fragmentach odkryto malowidła w pozostałych częściach kościoła (m.in. w górnych partiach chóru muzycznego, na wysokości okien nawy głównej). Zachowane zespoły malowideł przedstawiają scenę Pokłonu Trzech Króli (przedsionek), wybrane epizody ze Starego Testamentu zestawione i dopasowane do wątków z Nowego Testamentu (sklepienia nawy głównej), legendy świętych Katarzyny i Mikołaja (kaplice podwieżowe). Malowidło w przedsionku jest starsze, późnoromańskie; pozostałe utrzymane są w konwencji stylu zygzakowatego, zaliczanego do wczesnego gotyku. 

### Malowidła w przedsionku
W przedsionku, powyżej głównego wejścia w obrębie pola tympanonu portalu znajduje się malowidło z przedstawieniem Pokłonu Trzech Króli. Pośrodku zasiada na tronie Madonna z Dzieciątkiem, ubrana w czerwono-złociste szaty, z koroną na głowie, w prawej ręce dzierżąca berło. Lewą ręką podtrzymuje ubrane w białe szaty Dzieciątko Jezus. Po prawicy Marii Trzej Królowie trzymający w rękach dary i składający hołd Dzieciątku, zaś po lewicy dwaj mężczyźni, których tożsamość nie jest określana, najprawdopodobniej są to prorocy. Ponad koroną Marii widoczna jest Gwiazda Betlejemska, na którą wskazuje jeden z królów. Całość ukazana jest na ciemnobłękitnym tle. Dzieło datowane jest na ok. 1230 rok, co czyni ten fragment malowideł najstarszym w tym kościele. 

### Malowidła na sklepieniu nawy głównej
Powierzchnia sklepień trzech przęseł nawy głównej w całości pokryta jest polichromią, gdzie koncentrycznie ułożone są, wybrane w sposób typologiczny, przedstawienia ze Starego Testamentu (które tworzą lewe (północne) półkole) i Nowego Testamentu (znajdujące się w prawych (południowych) półkolach). Kolejność scen jest odczytywana od zachodu na wschód. Każde sklepienie przęsła zawiera po osiem scen, ponadto przy zwornikach i na żagielkach (powyżej wsporników) ukazane są rozmaite postacie i personifikacje. Cykl starotestamentowy zaczyna scena zapowiedzi narodzin Izaaka, kończy Ofiara Eliasza na górze Karmel, natomiast nowotestamentowy rozpoczyna Zwiastowanie Marii, a kończy Zesłanie Ducha Świętego. 
| Stary Testament                |               | Nowy Testament                |            |
| ------------------------------ | ------------- | ----------------------------- | ---------- |
| Zapowiedź narodzin Izaaka      | Rdz 18,1–18   | Zwiastowanie Marii            | Łk 1,26–38 |
| Narodziny Izaaka               | Rdz 21,1–3    | Narodziny Chrystusa           | Łk 2,7     |
| Ofiarowanie Samuela w świątyni | 1 Sam 1,24–28 | Ofiarowanie Jezusa w świątyni | Łk 2,22–38 |
| Kąpiel Naamana w Jordanie      | 2 Krl 5, 1–19 | Chrzest Chrystusa w Jordanie  | Mt 3,13–17 |

| Stary Testament                    |                       | Nowy Testament                 |             |
| ---------------------------------- | --------------------- | ------------------------------ | ----------- |
| Mojżesz przyjmuje tablice Dekalogu | Wj 34,29–35           | Jezus na górze Tabor           | Mt 17,1–8   |
| Narodziny Izaaka                   | 1 Krl 1,38–40 i 43–45 | Przybycie Jezusa do Jerozolimy | Mt 21,1–11  |
| Uczta Ahaswera                     | –                     | Ostatnia Wieczerza             | Mt 26,20–29 |
| Nieszczęście Hioba                 | Hb 8,11–19            | Biczowanie Jezusa              | Mt 27,26    |

| Stary Testament                 |                 | Nowy Testament          |          |
| ------------------------------- | --------------- | ----------------------- | -------- |
| Nechusztan                      | 2 Krl 18,4      | Ukrzyżowanie Jezusa     | Mt 27,58 |
| Samson u bram Gazy              | Sdz 16,1–3      | Jezus w otchłani        | –        |
| Wniebowzięcie Eliasza i Henocha | 2 Krl 2, 9–13   | Wniebowstąpienie Jezusa | Mk 16,19 |
| Ofiara Eliasza na górze Karmel  | 1 Krl 18, 20–40 | Zesłanie Ducha Świętego | Dz 2,1–4 |

### Malowidła w kaplicach podwieżowych
Z przedstawień poświęconych świętym zachowały się kompletne malowidła na sklepieniach kaplic podwieżowych, które flankują prezbiterium. W północnej kaplicy znajduje się cykl ośmiu scen tworzący Żywot Świętej Katarzyny, a w południowej, w tej samej  liczbie Żywot Świętego Mikołaja z Miry. Podobnie jak malowidła nawy głównej datowane są na połowę XIII wieku. 

## Dzwony
W najwyższej kondygnacji wieży wiszą cztery dzwony. Najmłodszy, „Jezus Chrystus” jest kopią XIV wiecznego dzwonu wiszącego w kościele św. Piotra w Kolonii.  
| Lp. | Nazwa    | Data | Ludwisarz, miejsce odlania         | Ø (mm) | Casaiężar (kg) | Dźwięk (16tel) | Inskrypcja |
| 1   | Nicolai  | 1962 | Petit & Gebr. Edelbrock, Gescher   | 1110   | 800            | f1 +1          | S. Nicolai nomine vocor voco dei in nomine.                                                                                  |
| 2   | Maria    | 1919 | Ernst Karl Otto, Bremen-Hemelingen | 990    | 600            | as1 +2         | Maria bin ich genannt, ich schirme das Volk hier am Strand ohne Makel bin ich im Ursprung. Den Sündern erfleh' ich Ergebung. |
| 3   | Christus | 2005 | Petit & Gebr. Edelbrock, Gescher   | 820    | 333            | b1 +4          | O rex gloriæ Christe veni cum pace.                                                                                          |
| 4   | Raphael  | 1962 | Petit & Gebr. Edelbrock, Gescher   | 730    | 220            | c2 +2          | Sis S. Raphael terra marique tutor.                                                                                          |